# Ketty Steward
Œuvres principales
- Connexions interrompues
- Noir sur blanc
- Confessions d'une séancière

Ketty Steward, née le 1er juillet 1976 en Martinique, est une écrivaine française. Poétesse, romancière, nouvelliste et chanteuse, ses textes appartiennent aux genres réaliste, fantastique et de science-fiction.

## Biographie
Ketty Steward est diplômée d'une licence en mathématiques appliquées et sciences sociales, d'une maîtrise en sciences du travail, ainsi que d'un master de psychologie clinique. Elle travaille un temps comme répétitrice, comme secrétaire et comme correctrice avant de devenir conseillère principale d’éducation en région parisienne,.
En 2020, elle commence une thèse de doctorat en psychologie sur la pratique des ateliers d'écriture auprès de personnes âgées atteintes de dépression au sein d'un hôpital de jour. Elle devient docteure en psychologie en décembre 2023.

## Carrière littéraire
Ketty Steward est l'autrice de Connexions interrompues, un recueil de nouvelles de science-fiction publié en 2011. Elle publie en 2012 Noir sur Blanc, un roman autobiographique. En 2017 et 2018, elle assure la direction de deux numéros spéciaux de la revue Galaxies consacrés à l’Afrique. Elle participe également à la revue Géante Rouge et à l'Université de la Pluralité, fondée par Daniel Kaplan. Le projet se constitue en un réseau international et ouvert qui se donne pour mission de fédérer les individus et organisations mobilisant les ressources de l'imaginaire afin d'explorer d'autres futurs,. Elle publie également en 2018 Confessions d'une séancière, recueil fantastique, finaliste du prix Imaginales 2019, puis en 2021, L'Évangile selon Myriam, roman lauréat du prix Rosny aîné 2022.
Ses œuvres sont traduites en plusieurs langues, notamment l'anglais, l'italien et l'espagnol.

## Œuvres

### Romans
- Noir sur blanc, Henry, coll. « La vie, comme elle va », 2012, 196 p.  (ISBN 978-2-36469-028-8)
- Confessions d'une séancière, Mü, coll. « Le labo du Mü », 2018, 180 p.  (ISBN 978-2-490-23904-7)Réédition, Mnémos, 2023, 128 p. (ISBN 978-2-38267-056-9)
- L'Évangile selon Myriam, Mnémos, 2021, 208 p.  (ISBN 978-2-35408-838-5)Prix Rosny aîné du meilleur roman 2022

### Recueils de nouvelles
- Connexions interrompues, Rivière Blanche, 2011, 248 p.  (ISBN 978-1-61227-025-8)[15]
- Saletés d'hormones et autres complications, Éditions Goater, 2023, 280 p.  (ISBN 978-2-38367-014-8)

### Essais
- Le Futur au pluriel : réparer la science-fiction, L'Inframonde, 2023, 280 p.  (ISBN 978-2-95876-820-1)

### Recueils de poèmes
- Je ne sais pas appartenir, L'Arbre d'or, 2006, 80 p.
- Deux saisons en enfer, Les Éditions du Net, 2020, 140 p.  (ISBN 978-2-312-07696-6)

### Nouvelles
- La Légende aux petits oignons, Marmite et Micro-onde HS n°22, 2009
- Mon Ami de papier, anthologie Malpertuis II, Malpertuis, 2010
- Sérieux, Virages, n°51, 2010
- La Maladie du Ver à soie, anthologie Le Monde Selon Eve, Voy'el, 2010
- Dolorem Ipsum, Galaxies NS, n°12, 2011
- Sanguine, anthologie L'Amicale des jeteurs de sort, Malpertuis, 2013
- Retour au Pays Létal, anthologie Faites demi-tour dès que possible, La Volte, 2014
- Équation remarquable, Galaxies NS, n°29, 2014
- Sous le Pont, anthologie Dimension Antiquités, Rivière Blanche, 2014
- La Petite Fille qui n'aimait que les loups, anthologie Écrits du Nord, éditions Henry, 2016
- ALIVE, anthologie Le Bal des actifs, Demain le travail, La Volte, 2017
- Le Filet du pêcheur, anthologie SOS Terre et Mer, Les Moutons électriques, 2018
- Supervision, Carbone, n°3, Amazones, 2018
- Temps Noir, Afrocyberfeminismes.org, 2018
- Le Silence des Algos, Afrocyberfeminismes.org, 2018
- Mauvaise Herbe, anthologie Les Vagabonds du rêve n°5, Nice Fiction, 2018
- HE-La est là, Afrocyberfeminismes.org, 2018
- Imperpétuité, anthologie La Justice, demain, ailleurs, autrement, éditions Arkuiris, 2018
- Un Jeu d’enfant, revue Bifrost n°89, 2018
- Les Flûtes de Pills, anthologie Les Vagabonds du rêve, n°6, Nice Fiction, 2019
- Mal de Mer, anthologie des Imaginales Natures, Mnémos, 2019
- Ombres, Azimuts, n°50, Négocier les Futurs, 2019
- La Théorie des Cartes en Lasagnes, Futuribles, Rapport Vigie 2020 Scénarios de rupture à l’horizon 2040-2050, 2020
- Lozapéridole 500mg, anthologie Sauve qui peut-Demain la Santé, La Volte, 2020
- Light, Le Ventre et l'Oreille numéro 5, HS science-fiction : Spice Opera, 2020
- Six faces d'un même cube, Visions Solidaires pour demain, n°4, 2020
- De Gustibus, anthologie Marmite et Micro-ondes, Géphyre, 2021
- La Porte, Le Noveliste, n°5, Flatland, 2021
- Confiture, Le Ventre et l'Oreille, n°6, Enfances, 2021
- Le Coffre aux chansons, Le Ventre et l'Oreille, n°6, Enfances, 2021
- Erreur système, Les Vagabonds du Rêve n°7, Nice Fiction, 2021
- Serrez à droite, anthologie des Imaginales Frontière(s), Mnémos, 2021
- Quantique pour la liberté, anthologie Par-delà l'horizon, ActuSF, 2021
- Ma meilleure vie, anthologie Humanum in silico, Flatland, 2022
- Interception, anthologie Guerres Stellaires, Critic, 2022
- Tomies, anthologie Travailler encore ?, ActuSF, 2023
- Nexus-54, Revue Flaash n°1, 2023
- Foodistan : Après la fin du monde : Un récit post-apérolyptique, Argyll, 2024

### Fictions radiophoniques
- Eugénie grandit, France culture, 2019 [16]